# Johan Tornberg
Johan Anders Tornberg, född 12 juli 1973 i Pajala, Norrbottens län, är en svensk ishockeytränare,  sportkommentator och före detta ishockeyspelare (back). Säsongen 2016/2017 var han huvudtränare för SHL-laget Örebro HK.

## Spelarkarriär
Tornberg, som var vänsterskytt, inledde sitt ishockeyspelande i Pajala IF, säsongen 1990/1991 debuterade han för Team Kiruna IF i Division I. Inför säsongen 1993/1994 värvades Tornberg till elitserielaget Brynäs IF men blev under säsongen utlånad till farmarlaget Team Gävle HF i Division I. Säsongen efter etablerade sig dock Tornberg i Brynäs A-lag, varefter han värvades till Västerås IK. I Västerås blev det tre säsonger som kröntes med att Tornberg blev landslagsman. Till säsongen 1998/1999 flyttade Tornberg till Malmö för spel i MIF Redhawks. Till följd av skador tvingades Tornberg lägga av som spelare vid 28 års ålder efter säsongen 2000/2001. 

### Landslagskarriär
Tornberg har spelat i Sveriges landslag och var med och vann VM-guld 1998. I VM-turneringen blev Tornberg nationalhjälte efter att ha avgjort finalmatch 1 mot Finland med matchens enda mål (finalmatch 2 slutade 0-0 varefter Sverige korades till världsmästare). Sammantaget hann Tornberg med 32 A-landskamper, 10 juniorlandskamper och 27 pojklandskamper.

## Tränarkarriär
Efter att ha tvingats ge upp den aktiva karriären blev Tornberg verksam som juniortränare i VIK Västerås HK och sedermera assisterande tränare åt Per Bäckman i Västerås A-lag. När Bäckman hoppade av tränaruppdraget i VIK under säsongen 2006/2007 för att istället ta över tränarsysslan i Frölunda HC blev Tornberg huvudtränare. Under säsongen 2007/2008 hade Tornberg nått sin ditintills största framgång som tränare då Västerås kvalificerade sig för Kvalserien.
Säsongen 2008-2009 tvingades Johan Tornberg avgå från posten som huvudtränare för VIK Västerås HK i Hockeyallsvenskan på grund av hot riktade mot honom och hans familj. Han fortsatte dock vara verksam i klubben, men då som assisterande sportchef. Inför säsongen 2014/2015 tillträdde han rollen som assisterande tränare i Örebro HK. Den 13 december 2016 tillträdde han rollen som huvudtränare i Örebro HK. Den 5 januari 2017 meddelade Örebro HK Johan Tornberg samt assisterande tränaren Lars Ivarsson får sparken för att ersätts av Niklas Sundblad som huvudtränare med Petri Liimatainen som assisterande tränare.

## TV-karriär
Tornberg var under flera år expertkommentator i SVT, bland annat i Hockeykväll och vid landskamper. Från 2009 till säsongen 2013/2014 var Johan Tornberg åter expertkommentator för ishockey, för kanalen Viasat Hockey. Han slutade med detta efter att han blev tränare. Han är nu återigen kommentator men nu i C More.

## Klubbar som spelare
- Pajala IF (moderklubb)
- Team Kiruna IF (1990/1991 - 1992/1993)
- Brynäs IF (1993/1994-1994/1995)
- Team Gävle HF (lånad 1993/1994)
- Västerås IK (1995/1996 - 1997/1998)
- Malmö Redhawks (1998/1999 - 2000/2001)

## Klubbar som tränare
- Västerås IK Ungdom J18 (2002/2003–2004/2005) Head Coach
- VIK Västerås HK J20 (2005/2006) Asst. Coach
- VIK Västerås HK (2006/2007–2008/2009) Head Coach
- Örebro HK (2014/2015–2016) Asst. Coach
- Örebro HK (2016–) Head Coach